# Ian Kirkpatrick (producteur)
Pour les articles homonymes, voir Ian Kirkpatrick.
Ian Kirkpatrick, né le 20 septembre 1982, est un auteur-compositeur, musicien multi-instrumentiste, et producteur de musique américain.

## Biographie
Ian Kirkpatrick est né d'une mère marocaine et d'un père irlandais. Il grandit à Los Angeles, en Californie, et débute la musique à l'âge de cinq ans, lorsque ses parents lui offrent un kit de batterie pour son anniversaire. Durant son adolescence, après s'être procuré un album du compositeur Aphex Twin, il souhaite devenir producteur de musique. Il commence sa carrière à la fin des années 2000, et multiplie rapidement les collaborations, en travaillant avec des groupes Breathe Carolina en 2011, puis des artistes comme Chris Brown et Jason Derulo en 2015. En 2017, il participe à l'écriture et la composition du single New Rules de Dua Lipa. Il poursuit son travail avec la chanteuse sur son second album Future Nostalgia, qu'il produit et dans lequel il joue de la batterie, de la guitare et des claviers. Kirkpatrick produit également Radical Optimism en 2024.